# Seira tongiorgii
Seira tongiorgii is een springstaartensoort uit de familie van de Entomobryidae. De wetenschappelijke naam van de soort is voor het eerst geldig gepubliceerd in 1990 door Tosi & Parisi.